# Christian Essellen
Christian Essellen (né le 18 décembre 1824 à Ibbenbüren et mort le 15 mai 1859 à New York) est un journaliste prusso-américain, révolutionnaire à l'esprit démocrate de 1848/49.

## Biographie
Christian Essellen est le second fils du greffier du tribunal et plus tard conseiller du tribunal Moritz Friedrich Essellen (de) ; Il passe sa jeunesse à Hamm, où il obtient son diplôme d'études secondaires en 1840 Il étudié le droit dans les universités de Fribourg, Heidelberg et Berlin. Volontaire d'un an, il effectue son service militaire dans un régiment de la Garde en 1846. Il fait déjà partie de l'opposition politique avant mars. Il écrit pour la Mannheimer Volkszeitung de Gustav Struve.
Au début de la révolution de 1848 à Hamm, il signe un appel révolutionnaire avec d'autres démocrates westphaliens comme Otto Lüning (de). Il aurait été proche de la Ligue des communistes. Alors que la révolution se poursuit, il est chef de l'Association des travailleurs de Francfort et l'un des rédacteurs de l'Allgemeine Arbeiterzeitung. Il se bat principalement contre la classe dirigeante bourgeoise de la ville, majoritairement libérale. L'association des travailleurs exige un salaire minimum et une meilleure éducation. En raison de la répression, le journal ne peut paraître que trois fois à Francfort ; deux autres éditions sont publiées à Hanau avant que le journal doive être définitivement fermé. Pour éviter la persécution, Essellen change constamment de lieu de résidence. Il participe à l'insurrection de septembre à Francfort (de). Dans la lutte contre la contre-révolution, il est membre de l'état-major de l'armée populaire sous Johann Philipp Becker. Après la défaite du mouvement, tous deux émigrent en Suisse. Là, ils publient à Genève le Geschichte der süddeutschen Mairevolution 1849.
En 1852, Essellen émigre aux États-Unis. À Détroit, il est rédacteur en chef du magazine Atlantis, qu'il fonde. En cela, il critique l’esclavage et tente de combiner les cultures européenne et américaine. Il reste fidèle à ses objectifs révolutionnaires : « La meilleure préparation à la révolution est de rester frais physiquement et mentalement, et de se préparer et de se conditionner pour la lutte à venir en Europe en prenant part ici à la bataille pour la liberté. Nous ne devons pas nous considérer comme des réfugiés en Amérique. Cette nation n’est pas notre terre d’exil. Ici, on peut lutter aussi vigoureusement qu’en Europe pour nos idéaux les plus élevés et les plus sacrés. ». Depuis que le journal a fermé ses portes, il déménage à Milwaukee et devient rédacteur en chef du Wisconsin Banner. En 1854, il réussit à rééditer la revue Atlantis avec un soutien extérieur. Il porte désormais le sous-titre : Eine Monatsschrift für Wissenschaft, Politik und Poesie. Mais cette fois aussi, il ne réussit pas à obtenir suffisamment d'abonnés. Essellen va à Buffalo, où il édite le Buffalo Telegraph. Il continue également à s'en tenir à son magazine. Il s'installe ensuite à New York, où le dernier numéro d'Atlantis paraît en décembre 1858. Peut-être en raison de sa situation économique toujours précaire, il se mer à boire et meurt rapidement pauvre dans un hôpital.

## Publications
- Allgemeine Arbeiter-Zeitung. Organ für die politischen und sozialen Interessen des arbeitenden Volkes, zugleich Zeitung des Arbeiter-Vereins zu Frankfurt am Main. Redigiert von Eduard Pelz (de) und Chr. Essellen. Francfort-sur-le-Main Heft 1 bis Heft 5. 18. Mai bis 10. Juni 1848
- avec Otto Lüning, Joseph Weydemeyer, Friedrich Kapp, Rudolf Rempel (de), An das Volk. Münster 2. April 1848. Grote´sche Buchdruckerei, Münster, 1848 (Flugblatt)
- Rienzi Cola. Ein Trauerspiel in fünf Akten. Grote, Arnsberg, 1848 (Digitalisat, abgerufen am 14. Januar 2021.)
- avec Johann Philipp Becker: Geschichte der süddeutschen Mai-Revolution des Jahres 1849. Gottfried Becker, Genf 1849 Download, abgerufen 14. Januar 2021.
- Atlantis. Détroit, Mich., 1854–1858
- Welches Heilmittel gibt es gegen das Uebel der Negersklaverei? Atlantis. Eine Monatsschrift für Wissenschaft, Politik und Poesie, Neue Folge. Vol. 3, 1855
- Technische Fortschritte gegen schwarze und weisse Sklaverei. Dans: Atlantis. Eine Monatsschrift für Wissenschaft, Politik und Poesie. Neue Folge. Vol. 3, 1855
- Deutsche Vereine in Amerika Atlantis. Eine Monatsschrift für Wissenschaft, Politik und Poesie, Neue Folge. Vol. 4, 1856, p. 390–397
- Atlantis. Eine Monatsschrift für Wissenschaft, Politik und Poesie. éd. und redigiert von Christian Essellen. Neue Folge. Achter Bd. Jg. 1858. Monate: Januar bis Juni. H. Bender „Buffalo Telegraph Office“, Buffalo, N. Y. Online